# Текуча (річка)
Текуча — річка в Україні, в Уманському районі Черкаської області, права притока Ятрані  (басейн Південного Бугу).

## Опис
Довжина річки приблизно 4 км.

## Розташування
Бере початок на південному заході від села Крутеньке. Тече переважно на півінічний захід через село Текучаі впадає у річку Ятрань, праву притоку Синюхи.